# Gáti Oszkár
Gáti Oszkár, született Gáti István (Szekszárd, 1949. február 21. –) Jászai Mari-díjas magyar színész. Jellegzetes hangja miatt szinkronszínészként is foglalkoztatják. Leghíresebb hangjai Sylvester Stallone, Liam Neeson, Arnold Schwarzenegger, Jean-Paul Belmondo és Samuel L. Jackson, de a Bud Spencer-filmekből ismert Salvatore Borghese (Bunkó vagy, Bugsy!) magyar hangja is ő az emlékezetes …és megint dühbe jövünk c. filmben.

## Életpályája
Édesanyja túlélte az auschwitzi koncentrációs tábort. 1977-ben fejezte be a Színház-és Filmművészeti Főiskolát. Korábban, 1970–1972 között a Nemzeti Színház stúdiósa volt. 1977–1989 között a Madách Színház társulatának volt a tagja, ezután 1993-ig szabadfoglalkozású színész lett. 1993–1994-ben a Győri Nemzeti Színház, 1994–1999 között pedig a Soproni Petőfi Színház is foglalkoztatta. Később visszatért a Győri Nemzeti Színházba, ahonnan 2008-ban viharos körülmények között távozott. Később a győri zsidó temető gondnokaként dolgozott, 2018-ig. 1995–1999 között az Aase-díj kuratóriumának tagja.
2015-ben nyitotta meg Győrben a Menház Színpad nevű színházát, ahova neves színészek közreműködésével kamarai előadásokat szervez. Olyan művészek lépnek fel magánszínházában többek között mint Bálint András, Béres Ilona, Csákányi Eszter, Csányi Sándor, Haumann Péter, Jordán Tamás, Kern András, Mácsai Pál, Udvaros Dorottya vagy Pogány Judit. Az egykori zsidó menházban működő intézményt 2018-ban, a TAO törvény módosítása miatt kénytelen volt felszámolni.
Arnold Schwarzenegger és Sylvester Stallone állandó magyar hangja. Sokszor szinkronizálta Jean-Paul Belmondót is, akárcsak Laurence Fishburne-t, akit első ízben a Mátrix alkalmával magyarított. Az Őrült szív c. filmben a főszereplőt, Jeff Bridges-t szólaltatta meg, a Visszavágóban Kris Kristoffersont, de volt például Michael Keaton hangja is a Gyilkos donor c. thrillerben.
Öt gyermeke van. Két nagyobb gyermeke első feleségétől, a három kisebb második feleségétől.

## Színpadi szerepei
- Kacsóh Pongrác: János vitéz – Kukorica Jancsi
- Vajda Katalin: Anconai szerelmesek – Tomao Nicomaco
- Bereményi Géza: Az arany ára – Monori
- Friedrich Schiller: Ármány és szerelem – Von Walter
- Peter Shaffer: Black comedy (Játék a sötétben) – Harold
- Henrik Ibsen: Dr. Stockmann (A nép ellensége) – Dr. Thomas Stockmann
- A dzsungel könyve – Sir Kan
- Gorkij: Éjjeli menedékhely – Szatyin
- Kiss Csaba: Esti próba – Zampano
- Csehov: Három nővér – Versinyin alezredes
- Vajda Anikó - Vajda Katalin - Eisemann Mihály: Hyppolit, a lakáj – Makáts főtanácsos
- Shakespeare: Lear király – Lear
- Madách Imre: Az ember tragédiája – Lucifer
- Shakespeare: A makrancos hölgy – Vincentio
- James Goldman: Az oroszlán télen – Henrik, Anglia királya
- Böhm György - Korcsmáros György - Gádor Béla - Jacobi Viktor: Othello Gyulaházán – Barnaky László
- Shakespeare: Othello – Othello
- Arthur Miller: Pillantás a hídról – Eddie
- Shakespeare: Sok hűhó semmiért – Leonátó, Messina kormányzója
- George Bernard Shaw: Szent Johanna – Cauchon püspök
- Shakespeare: Szentivánéji álom – Oberon
- Molnár Ferenc: Az üvegcipő – Sípos
- Csehov: Ványa bácsi – Vojnyickij
- Heltai Jenő: A néma levente – Agárdi Péter

## Filmjei

### Játékfilmek
- Ki látott engem? (1977)
- Galilei (1977)
- K. O. (1978) – Balogh Kutyu
- Csillag a máglyán (1978)
- Áramütés (1979)
- Vámmentes házasság (magyar-finn koprodukció) (1980)
- Mephisto (1981)
- Szerencsés Dániel (1982)
- Régimódi történet (1982)
- Délibábok országa (1983)
- Redl ezredes I–II. (1984)
- Mielőtt befejezi röptét a denevér… (1988)
- Vadon (1988)
- Küldetés Evianba (1988)
- Cop Mortem (2016)

### Tévéfilmek
- A professzor a frontra megy (1973)
- Magyar tájak sorozat (narrátor) (1976-1991)
- Fent a Spitzbergáknál (1978)
- Küszöbök (1978)
- Görgey Gábor: Wiener Walzer (1979)
- Két pisztolylövés (1980)
- Megtörtént bűnügyek sorozat A holtak nem beszélnek című része (1980)
- Nők apróban (Pintér Mihály „Misi”) (1980)
- Jegor Bulicsov és a többiek (1981)
- Osztrigás Mici (1983)
- Míg új a szerelem (1983)
- A béke szigete (1983)
- Linda (1984)
- T.I.R. (1984)
- Széchenyi napjai 1-6. (1985)
- Látogató a végtelenből (1989)
- Szomszédok (1998-1999)
- Életképek (2004-2009)
- Szájhősök (2012)

## Szinkronszerepei
- Arnold Schwarzenegger – Terminátor filmek, Ragadozó, Kommandó, Vörös Szonja, Vörös zsaru, Ovizsaru, Junior, Az igazság nevében, Erőnek erejével, Maggie – Az átalakulás, A hatodik napon, Két tűz között
- Sylvester Stallone – Rambo 1-2, 4-5., Túl a csúcson (2. szinkron), Tango és Cash, Rocky V., Oscar, Állj, vagy lő a mamám, Cliffhanger – Függő játszma, A pusztító, Daylight – Alagút a halálba, Copland; Get Carter; Z, a hangya; A nagy trükk, Rocky Balboa , A feláldozhatók 1-4., Szupercella 1–2., Fejlövés
- Robert De Niro
- Jean-Paul Belmondo
- Laurence Fishburne
- Liam Neeson

## Díjak
- Jászai Mari-díj (1986)

## Portré
- Hogy volt?! – Gáti Oszkár (2014)
- Arckép – Gáti Oszkár (2016)
- Ez itt a kérdés – Színházon innen és túl – Beszélgetés Gáti Oszkárral (2019)
- Húzos podcast – Gáti Oszkár (2024)